# Hohler Fels (Happurg)
Hohler Fels ist eine natürliche Karsthöhle nahe der mittelfränkischen Gemeinde Happurg im Landkreis Nürnberger Land in Bayern.

## Beschreibung
Die Höhle liegt auf der Fränkischen Alb. Neben der Höhle trägt auch die benachbarte Felswand diesen Namen. Die nach Süden geöffnete Höhle liegt auf 546 m ü. NN Höhe, unterhalb des ehemaligen keltischen Oppidums Houbirg (617 m).

Im Höhlenkataster Fränkische Alb (HFA) ist der Hohle Fels als E 2 und als Geotop-Nummer 574R007 registriert.
Die 16 Meter lange und sechs Meter hohe Höhle am Südabsturz des Gipfels wurde wegen Funden aus der Steinzeit und der Urnenfelderzeit als Bodendenkmal in die Bayerische Denkmalliste eingetragen.
Vor der Höhle befindet sich eine Naturbrücke mit zwei Durchbrüchen (siehe Bild Infobox). Der Felsen vor der Höhle ist ein beliebter Kletterfelsen.

## Archäologische Fundschichten
Archäologische Ausgrabungen erfolgten unter anderem durch Konrad Hörmann in den Jahren 1906 und 1912. In den bis zu 2,70 Meter mächtigen Horizonten gab es mehrere mittelpaläolithische Fundschichten, die dem Micoquien, zum Teil wahrscheinlich auch dem Moustérien angehören. Aus diesen mittelpaläolithischen Schichten (Schicht G) wurden Reste folgender Eiszeittiere geborgen: Höhlenbär, Höhlenhyäne, Wildpferd, Riesenhirsch, Rentier, Wollnashorn.
Es gibt außerdem Funde des Spätpaläolithikums mit Rückenspitzen, Sticheln und kurzen Kratzern, die nach Werner Schönweiß eventuell als jüngeres Magdalénien einzustufen seien.
Aus den oberen Schichten gibt es Funde des Mesolithikums, Neolithikums und der Eisenzeit.

## Bilder

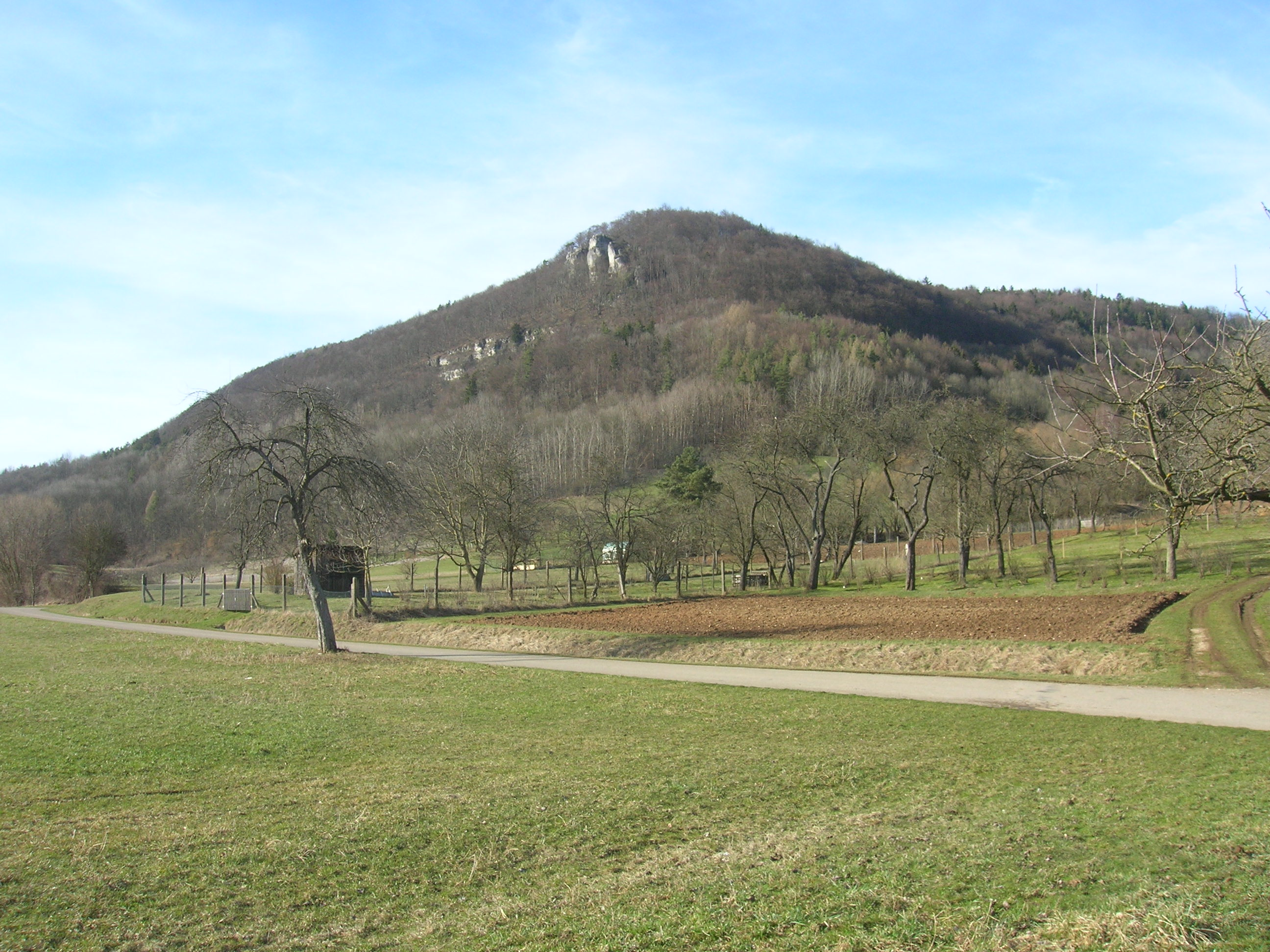
Ansicht des Hohlen Felsens aus südöstlicher Richtung
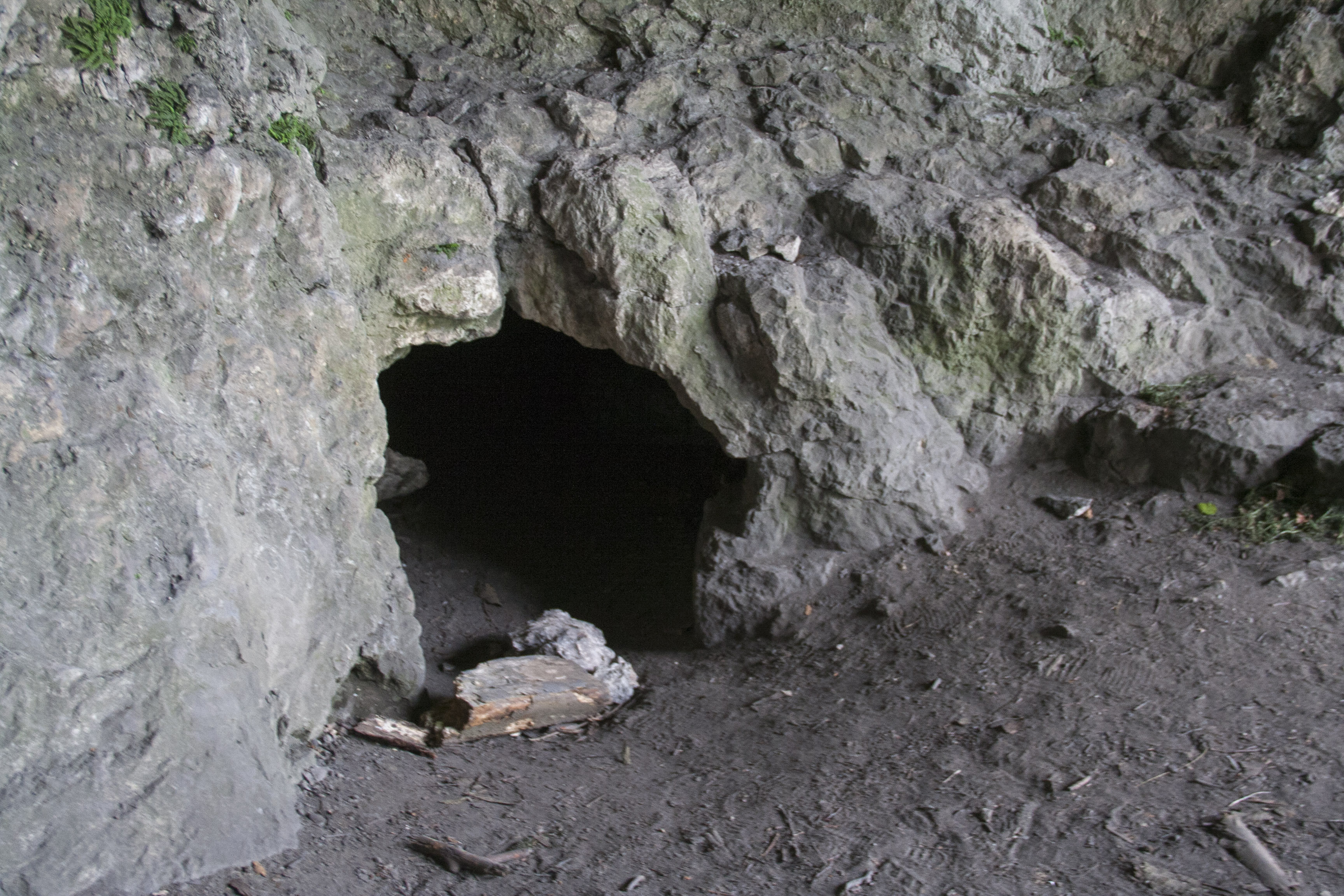
Seitenkammer in der Höhle
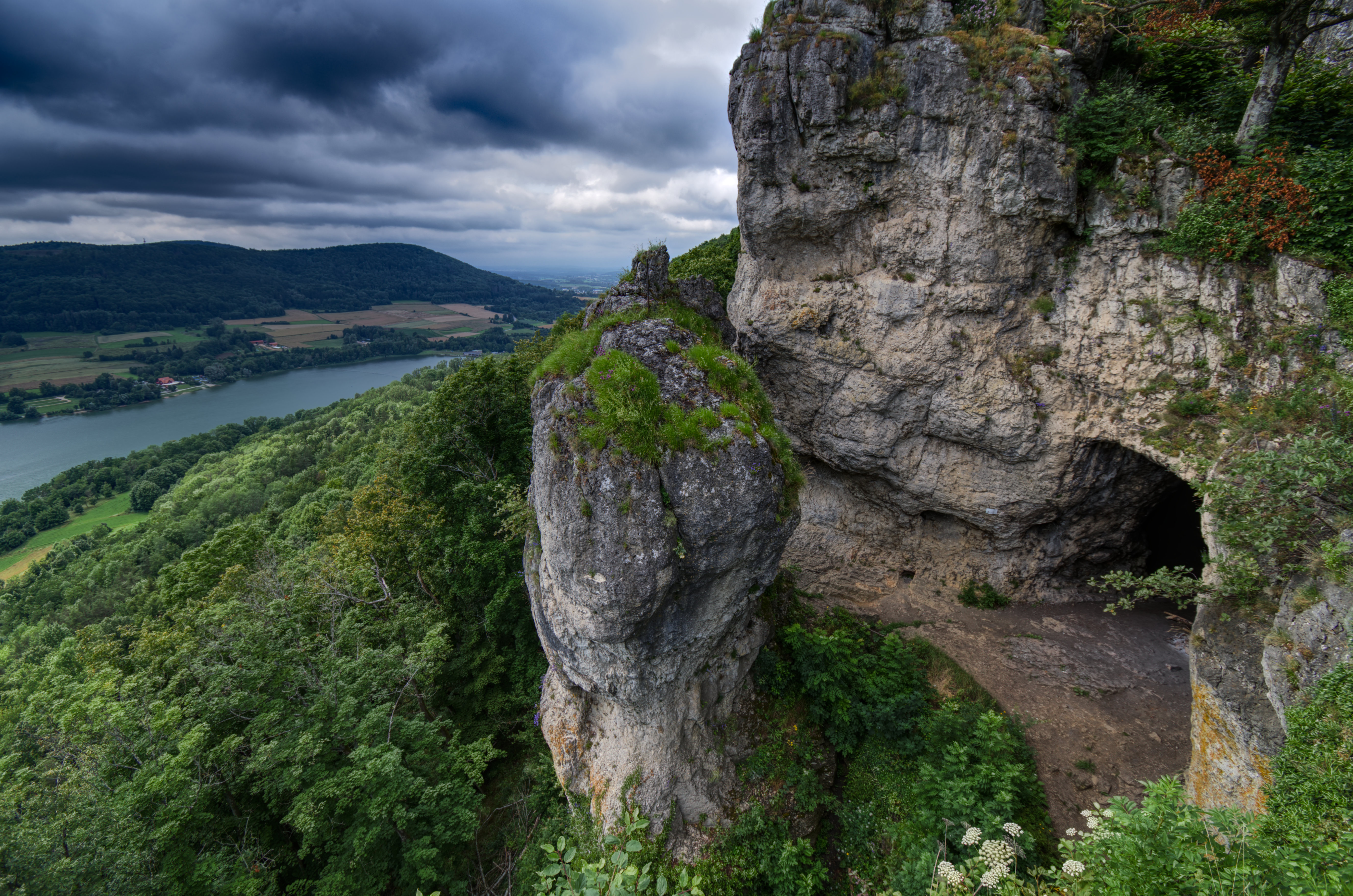
Außenansicht der Höhle mit Blick auf Gmabrocken (mittig)